# Пробежка (авиация)
Пробежка — испытательное или контрольное опробование работоспособности силовых установок, летательного аппарата, его систем и оборудования при движении по земле. Выполняется лётчиком на одноместных машинах, или лётным экипажем на многоместных.
Для выполнения пробежки на летательном аппарате выполняются все подготовительные операции в полном объёме, как перед полётом, производится выруливание на старт, разгон самолёта по взлётно-посадочной полосе до скорости менее V1 (скорость безопасного прекращения взлёта), торможение и заруливание на стоянку.
В процессе пробежки оценивается поведение самолёта, функционирование его двигателей и систем лётчиком (экипажем). После пробежки, как правило, выполняется процедура считывания информации с рабочего параметрического самописца с последующей оценкой параметров и принятием решения по дальнейшей эксплуатации воздушного судна.
Данный вид работ в обязательном порядке выполняется для испытаний новых типов, всех вновь построенных или отремонтированных (на заводе) самолётов, а также после сложных видах ремонтных работ в эксплуатации перед контрольным облётом.